# Marc van Hintum
Marinus (Marc) Gerardus Adrianus van Hintum (* 22. Juni 1967 in Oss) ist ein ehemaliger niederländischer Fußballspieler.

## Karriere

### Verein
Van Hintum spielte in den Niederlanden beim Helmond Sport, RKC Waalwijk, Willem II Tilburg und Vitesse Arnhem, bevor er nach Deutschland wechselte. Er kam in der Winterpause der Saison 2001/02 zu Hannover 96. Die 96er spielten in der 2. Bundesliga. Van Hintum kam im Rest der Saison zu sieben Einsätzen und war somit unmittelbar am Gewinn der Meisterschaft und dem Aufstieg in die Bundesliga beteiligt. Im Team von Trainer Ralf Rangnick kam van Hintum im folgenden Bundesligajahr auf zehn Einsätze. Anschließend wechselte er zurück zum RKC Waalwijk, bei dem er bis 2005 spielte.

### Nationalmannschaft
Van Hintum spielte achtmal für die Auswahl der Niederlande. Sein Debüt im Dress der Nationalmannschaft gab er am 18. November 1998 beim 1:1 im Gelsenkirchener Parkstadion, beim Freundschaftsspiel gegen das deutsche Team. Bei seinen Einsätzen im Nationaltrikot konnte er keinen Sieg erringen.

## Privates
Van Hintum ist verheiratet und hat eine Tochter.